# Красная книга Свердловской области
Красная книга Свердловской области — список редких и находящихся под угрозой исчезновения животных, растений и грибов Свердловской области. Одна из региональных Красных книг России. Учреждена в соответствии с Законом Российской Федерации «Об охране окружающей природной среды» и Законом Российской Федерации «О животном мире», Уставом Свердловской области, в целях установления особого режима охраны редких и исчезающих объектов растительного и животного мира Свердловской области.

## Основные положения
Красная книга Свердловской области утверждена Постановлением Правительства Свердловской области от 12 мая 1996 г. N 377-п «об учреждении Красной книги Свердловской области». До 1996 года существовала Красная книга Среднего Урала, куда входили охраняемые виды растений и животных Свердловской, Челябинской, Пермской и Курганской областей (самостоятельного нормативного значения не имела, служила лишь основой для областных списков, включение в которые и давало видам статус охраняемых).
Постановлением утверждено «Положение о Красной книге Свердловской области» и «Список видов животных, растений и грибов, внесённых в Красную книгу Свердловской области и подлежащих особой охране». В настоящий момент это Постановление действует в редакции Постановлений Правительства Свердловской области от 23.03.2006 и 18.02.2008, которыми вносились изменения в список видов.
В Красную книгу Свердловской области заносятся редкие и находящиеся под угрозой исчезновения виды, подвиды, популяции животных, растений и грибов, постоянно или временно населяющих территорию Свердловской области, за исключением занесённых в Красную книгу Российской Федерации. Сбор и хранение информации о видах, занесенных в Красную книгу Свердловской области, осуществляется Министерством природных ресурсов Свердловской области, которое формирует банк данных об этих видах. В 2008 году по заказу Министерства природных ресурсов области книга издана тиражом 5 тыс. экземпляров и на электронных носителях тиражом 1 тыс. экземпляров. В 2018 году было выпущено второе издание Красной книги с расширенным числом видов.
В соответствии с Постановлением, изъятие из природной среды животных, растений и грибов (а также их гнезд, яиц, плодов, семян, частей или продуктов) видов, занесенных в Красную книгу Свердловской области не допускается и карается по закону. В исключительных случаях (для разведения в неволе и полувольных условиях с целью увеличения их численности, для содержания в ботанических садах и зоопарках, проведения научных исследований) изъятие животных, растений и грибов видов, занесённых в Красную книгу Свердловской области, может осуществляться по специальному разрешению, выдаваемому Министерством природных ресурсов Свердловской области.

## Список таксонов, внесённых в Красную книгу Свердловской области
На 2018 год в Красную книгу Свердловской области внесены 343 таксона (порядок расположения таксонов соответствует таковому в Красной книге, в скобках указана категория редкости).
- Myotis dasycneme — Прудовая ночница (III)
- Myotis daubentonii — Водяная ночница (V)
- Myotis mystacinus — Усатая ночница (IV)
- Myotis brandtii — Ночница Брандта (V)
- Plecotus auritus — Бурый ушан (III)
- Pipistrellus nathusii — Нетопырь Натузиуса (III)
- Eptesicus nilssonii — Северный кожанок (III)
- Pteromys volans — Летяга (III)
- Mustela lutreola — Европейская норка (I)
- Lutra lutra — Речная выдра (III)
- Rangifer tarandus tarandus — Европейский северный олень (I)

- Gavia arctica — Чернозобая гагара (III)
- Podiceps auritus — Красношейная поганка (II)
- Podiceps grisegena — Серощекая поганка (III)
- Ciconia nigra — Черный аист (I)
- Cygnus olor — Лебедь-шипун (V)
- Cygnus cygnus — Лебедь-кликун (III)
- Melanitta fusca — Обыкновенный турпан (I)
- Pandion haliaetus — Скопа (II)
- Pernis apivorus — Обыкновенный осоед (III)
- Circus macrourus — Степной лунь (III)
- Circus pygargus — Луговой лунь (III)
- Accipiter gentilis — Тетеревятник (III)
- Aquila clanga — Большой подорлик (II)
- Aquila heliaca — Могильник (II)
- Aquila chrysaetos — Беркут (I)
- Haliaeetus albicilla — Орлан-белохвост (III)
- Falco rusticolus — Кречет (I)
- Falco peregrinus — Сапсан (III)
- Falco columbarius — Дербник (III)
- Falco vespertinus — Кобчик (III)
- Lagopus lagopus major — Большая белая куропатка (IV)
- Lagopus mutus — Тундряная куропатка (III)
- Gallinula chloropus — Камышница (IV)
- Eudromias morinellus — Хрустан (II)
- Haematopus ostralegus — Кулик-сорока (III)
- Numenius arquata — Большой кроншнеп (II)
- Sterna albifrons — Малая крачка (I)
- Streptopelia turtur — Обыкновенная горлица (II)
- Bubo bubo — Филин (II)
- Aegolius funereus — Мохноногий сыч (III)
- Glaucidium passerinum — Воробьиный сычик (III)
- Surnia ulula — Ястребиная сова (III)
- Strix aluco — Серая неясыть (II)
- Strix uralensis — Длиннохвостая неясыть (III)
- Strix nebulosa — Бородатая неясыть (V)
- Alcedo atthis — Зимородок (IV)
- Picus canus — Седой дятел (III)
- Delichon urbica — Воронок (II)
- Motacilla lutea — Желтолобая трясогузка (III)
- Lanius excubitor — Серый сорокопут (III)
- Perisoreus infaustus — Кукша (III)
- Cinclus cinclus — Оляпка (III)
- Prunella atrogularis — Черногорлая завирушка (III)
- Ocyris rusticus — Овсянка-ремез (III)
- Ocyris aureolus — Дубровник (II)

- Anguis fragilis — Ломкая веретеница (III)
- Coronella austriaca — Обыкновенная медянка (III)

- Salamandrella keyserlingii — Сибирский углозуб (IV)
- Triturus cristatus — Гребенчатый тритон (II)
- Pelobates fuscus — Обыкновенная чесночница (III)
- Rana amurensis — Сибирская лягушка (III)

- Coregonus tugun — Тугун (III)
- Stenodus leucichthys nelma — Нельма (II)
- Hucho taimen — Обыкновенный таймень (II)
- Cottus gobio — Обыкновенный подкаменщик (III)
- Alburnoides bipunctatus rossicus — Русская быстрянка (II)

- Cicadetta montana — Горная цикада (III)
- Myrmeleon formicarius — Обыкновенный муравьиный лев (III)
- Semblis phalaenoides — Бабочковидный ручейник (III)
- Saga pedo — Степная дыбка (III)
- Carabus menetriesi — Жужелица Менетри (III)
- Carabus estreicheri — Жужелица Эстрейхера (III)
- Carabus loschnikovi — Жужелица Лошникова (IV)
- Carabus canaliculatus — Ребристая жужелица (IV)
- Carabus odoratus — Пахучая жужелица (III)
- Carabus sibiricus — Сибирская жужелица (III)
- Calosoma sycophanta — Пахучий красотел (IV)
- Dytiscus latissimus — Широкий плавунец (III)
- Ceruchus chrysomelinus — Скромный рогачик (III)
- Tragosoma depsarium — Усач дубильщик (III)
- Purpuricenus globulicollis — Усач-краснокрыл круглогрудый (III)
- Parnassius apollo — Обыкновенный аполлон (III)
- Parnassius phoebus — Аполлон феб (III)
- Parnassius mnemosyne — Мнемозина (III)
- Boloria frigga — Перламутровка фригга (III)
- Boloria selenis — Перламутровка селена восточная (IV)
- Argyronome laodice — Перламутровка зеленоватая (IV)
- Crebeta deidamia — Бархатница дейдамия (III)
- Coenonympha oedippus — Сенница эдип (I)
- Triphysa dohrnii — Восточная трифиза (III)
- Erebia cyclopius — Чернушка циклоп (IV)
- Erebia edda — Чернушка эдда (IV)
- Oeneis norna — Бархатница норна (III)
- Oeneis melissa — Бархатница Мелисса (III)
- Oeneis jutta — Бархатница ютта (III)
- Oeneis tarpeia — Бархатница тарпея (IV)
- Scolitantides orion — Голубянка орион (IV)
- Albulina orbitulus — Голубянка круглопятнистая (IV)
- Borearctia menetriesii — Медведица Менетри (III)
- Brachionycha sajana — Совка саянская (III)
- Bombus muscorum — Моховой шмель (III)
- Bombus balteatus — Шмель балтеатус (III)
- Bombus sporadicus — Шмель спорадикус (III)
- Bombus laesus — Шмель лезус (III)
- Bombus pomorum — Плодовый шмель (III)
- Bombus serisquama — Шмель пластинчатозубый (III)
- Formica truncorum — Красноголовый муравей (III)
- Formica gagatoides — Полярный муравей (III)

- Allium microdictyon — Лук мелкосетчатый (II)
- Aulacospermum multifidum — Бороздоплодник многораздельный (III)
- Bupleurum multinerve — Володушка многожилковая (III)
- Phlojodicarpis villosus — Вздутоплодник мохнатый (III)
- Sanicula uralensis — Подлесник уральский (III)
- Seseli condensata — Жабрица густоцветковая (III)
- Asparagus officinalis — Спаржа лекарственная (V)
- Artemisia santolinifolia — Полынь сантолинолистная (III)
- Aster alpinus — Астра альпийская (V)
- Aster sibiricus — Астра сибирская (III)
- Cicerbita uralensis — Цицербита уральская (V)
- Saussurea igoschenae — Горькуша Игошиной (III)
- Saussurea uralensis — Горькуша уральская (II)
- Scorzonera glabra — Козелец гладкий (V)
- Serratula gmelinii — Серпуха Гмелина (III)
- Tragopogon sibiricus — Козлобородник сибирский (IV)
- Eritrichium uralense — Незабудочник уральский (II)
- Achoriphragma nudicaule — Ахорифрагма голостебельная (III)
- Alyssum lenense — Бурачок ленский (III)
- Cardamine trifida — Сердечник трехраздельный (II)
- Clausia aprica — Клаусия солнцепечная (III)
- Cochlearia arctica — Ложечница арктическая (IV)
- Schivereckia hyperborea — Шиверекия северная (V)
- Cerastium igoschiniae — Ясколка Игошиной (III)
- Cerastium krylovii — Ясколка Крылова (III)
- Cerastium uralense — Ясколка уральская (III)
- Dianthus acicularis — Гвоздика иглолистная (V)
- Dianthus krylovianus — Гвоздика Крылова (I)
- Gypsophila uralensis — Качим уральский (V)
- Lychnis sibirica — Лихнис сибирский (III)
- Minuartia helmii — Минуарция Гельма (III)
- Minuatia krascheninnikovii — Минуарция Крашенинникова (III)
- Helianthemum nummularium — Солнцецвет монетолистный (III)
- Rhodiola quadrifida — Родиола четырехлепестная (III)
- Rhodiola rosea — Родиола розовая (II)
- Tillaea aquatica — Тиллея водная (IV)
- Carex amgunensis — Осока амгунская (II)
- Carex bergrothii — Осока Бергрота (I)
- Carex misandra — Осока нижнетычинковая (II)
- Kobresia myosuroides — Кобрезия мышехвостниковая (II)
- Kobresia sibirica — Кобрезия сибирская (II)
- Kobresia subholarctica — Кобрезия почтиголарктическая (II)
- Knautia tatarica — Короставник татарский (III)
- Scabiosa isetensis — Скабиоза исетская (I)
- Calluna vulgaris — Вереск обыкновенный (III)
- Phyllodoce caerulea — Филлодоце голубая (III)
- Euphorbia lucida — Молочай блестящий (IV)
- Astragalus clerceanus — Астрагал Клера (II)
- Astragalus falcatus — Астрагал серпоплодный (III)
- Astragalus glycyphyllos — Астрагал солодколистный (II)
- Astragalus gorczakovskii — Астрагал Горчаковского (III)
- Astragalus onobrychis — Астрагал эспарцетовый (III)
- Astragalus penduliflorus — Астрагал повислоцветковый (I)
- Astragalus permiensis — Астрагал пермский (I)
- Astragalus uliginosus — Астрагал болотный (III)
- Lathyrus litvinovii — Чина Литвинова (I)
- Oxytropis ivdelensis — Остролодочник ивдельский (III)
- Oxytropis kungurensis — Остролодочник кунгурский (III)
- Oxytropis spicata — Остролодочник колосистый (II)
- Hypericum ascyron — Зверобой большой (IV)
- Iris sibirica — Ирис сибирский (III)
- Juncus stygius — Ситник стигийский (II)
- Scutellaria oxyphylla — Шлемник остролистный (III)
- Thymus baschkiriensis — Тимьян башкирский (III)
- Thymus hirticaulis — Тимьян волосистостебельный (III)
- Thymus paucifolius — Тимьян малолистный (III)
- Thymus pseudalternans — Тимьян ложночередующийся (III)
- Thymus uralensis — Тимьян уральский (V)
- Pinguicula alpina — Жирянка альпийская (III)
- Gagea samojedorum — Гусиный лук ненецкий (III)
- Lilium pilosiusculum — Лилия волосистая (V)
- Lloydia serotina — Ллойдия поздняя (III)
- Linum boreale — Лен северный (III)
- Zygadenus sibiricus — Зигаденус сибирский (III)
- Nymphoides peltata — Болотоцвет щитовидный (II)
- Caulinia flexilis — Каулиния гибкая (II)
- Caulinia tenuissima — Каулиния тончайшая (II)
- Nuphar lutea — Кубышка желтая (V)
- Nuphar pumila — Кубышка малая (III)
- Nymphaea candida — Кувшинка белоснежная (V)
- Nymphaea tetragona — Кувшинка четырехгранная (III)
- Circaea quadrisulcata — Двулепестник четырехбороздный (I)
- Calypso bulbosa — Калипсо луковичная (II)
- Cephalanthera longifolia — Пыльцеголовник длиннолистный (II)
- Cephalanthera rubra — Пыльцеголовник красный (II)
- Coeloglossum viride — Пололепестник зеленый (III)
- Corallorhiza trifida — Ладьян трехнадрезный (III)
- Cypripedium calceolus — Венерин башмачок настоящий (III)
- Cypripedium guttatum — Венерин башмачок крапчатый (III)
- Cypripedium macranthon — Венерин башмачок крупноцветный (III)
- Cypripedium ventricosum — Венерин башмачок вздутый (III)
- Dactylorhiza fuchsii — Пальчатокоренник Фукса (III)
- Dactylorhiza hebridensis — Пальчатокоренник гебридский (V)
- Dactylorhiza incarnata — Пальчатокоренник мясо-красный (V)
- Dactylorhiza maculata — Пальчатокоренник пятнистый (III)
- Dactylorhiza russowii — Пальчатокоренник Руссова (I)
- Dactylorhiza traunsteineri — Пальчатокоренник Траунштейнера (I)
- Epipactis atrorubens — Дремлик темно-красный (III)
- Epipactis helleborine — Дремлик зимовниковый (III)
- Epipactis palustris — Дремлик болотный (II)
- Epipogium aphyllum — Надбородник безлистный (II)
- Goodyera repens — Гудайера ползучая (III)
- Gymnadenia conopsea — Кокушник длиннорогий (III)
- Hammarbya paludosa — Хаммарбия болотная (III)
- Herminium monorchis — Бровник одноклубневый (II)
- Liparis loeselii — Лосняк Лезеля (I)
- Listera cordata — Тайник сердцевидный (III)
- Listera ovata — Тайник яйцевидный (III)
- Malaxis monophyllos — Мякотница однолистная (III)
- Neottia nidus-avis — Гнездовка обыкновенная (V)
- Neottianthe cucullata — Неоттианта клобучковая (III)
- Orchis mascula — Ятрышник мужской (I)
- Orchis militaris — Ятрышник шлемоносный (I)
- Orchis ustulata — Ятрышник обожженный (I)
- Platanthera bifolia — Любка двулистная (V)
- Orobanche krylovii — Заразиха Крылова (III)
- Orobanche pallidiflora — Заразиха бледноцветковая (I)
- Paeonia anomalia — Пион уклоняющийся (III)
- Papaver lapponicum — Мак югорский (III)
- Agropyron kazachstanicum — Житняк казахстанский (III)
- Elymus uralensis — Пырейник уральский (I)
- Festuca viviparoidea — Овсяница живородящевидная (I)
- Stipa dasyphylla — Ковыль опушеннолистный (III)
- Stipa pennata — Ковыль перистый (V)
- Stipa pulcherrima — Ковыль красивейший (III)
- Phlox sibirica — Флокс сибирский (I)
- Potamogeton rutilus — Рдест красноватый (IV)
- Primula cortusoides — Первоцвет кортузовидный (I)
- Aconitum nemorosum — Борец дубравный (II)
- Aconitum volubile — Борец мохнатый (II)
- Adonis vernalis — Адонис весенний (V)
- Anemonastrum biarmiense — Анемонаструм пермский (V)
- Anemonidium dichotomum — Ветровник вильчатый (II)
- Anemonoides reflexa — Ветреничка отогнутая (III)
- Anemonoides uralensis — Ветреничка уральская (II)
- Oxygraphis glacialis — Оксиграфис ледяной (I)
- Pulsatilla patens — Прострел раскрытый (III)
- Pulsatilla flavescens — Прострел уральский (V)
- Pentaphylloides fruticosa — Курильский чай кустарниковый (III)
- Potentilla evestita — Лапчатка неодетая (II)
- Potentilla nivea — Лапчатка снежная (III)
- Potentilla sericea — Лапчатка шелковистая (III)
- Salix arbuscula — Ива деревцовая (III)
- Salix myrsinites — Ива миртолистная (III)
- Saxifraga cespitosa — Камнеломка дернистая (III)
- Saxifraga foliolosa — Камнеломка листочковая (I)
- Castilleja pallida — Кастиллея бледная (I)
- Digitalis grandiflora — Наперстянка крупноцветковая (V)
- Lagotis uralensis — Лаготис уральский (II)
- Linaria grjunerae — Льнянка Грюнер (III)
- Melampyrum polonicum — Марьянник польский (II)
- Pedicularis anthemifolia — Мытник пупавколистный (III)
- Pedicularis resupinata — Мытник перевернутый (II)
- Pedicularis sceptrum-carolinum — Мытник скипетровидный (III)
- Veronica uralensis — Вероника уральская (III)
- Sparganium gramineum — Ежеголовник злаколистный (I)
- Parietaria micrantha — Постенница мелкоцветковая (III)
- Viola mauritii — Фиалка Морица (II)

- Isoetes lacustris — Полушник озерный (I)
- Isoetes setaceae — Полушник щетинистый (I)
- Asplenium viride — Костенец зеленый (III)
- Botrychium lanceolatum — Гроздовник ланцетный (III)
- Botrychium virginianum — Гроздовник виргинский (III)
- Cryptogramma stelleri — Криптограмма Стеллера (III)
- Polystichum lonchitis — Многорядник копьевидный (I)
- Ophioglossum vulgatum — Ужовник обыкновенный (II)
- Woodsia gracilis — Вудсия изящная (III)

- Seligeria brevifolia — Зелигерия коротколистная (III)
- Seligeria galinae — Зелигерия галины (III)
- Seligeria tristichoides — Зелигерия трехрядовидная (III)
- Dicranodontium denudatum — Дикранодонтиум обнаженный (III)
- Kiaeria blyttii — Киерия Блютта (III)
- Cnestrum schisti — Кнеструм сланцевый (III)
- Rhabdoweisia crispata — Рабдовайссия курчавая (III)
- Amphidium lapponicum — Амфидиум лапландский (III)
- Oxystegus tenuirostris — Оксистегус тонкоклювый (III)
- Molendoa sendtneriana — Молендоа Зендтнера (III)
- Meesia longiseta — Меезия длинноножковая (III)
- Orthotrichum cupulatum — Ортотрихум плюсконосный (III)
- Dichelyma falcatum — Дихелима серповидная (III)
- Fabronia ciliaris — Фаброния реснитчатая (III)
- Myurella tenerrima — Миурелла нежнейшая (III)
- Conardia compacta — Конардия плотная (III)
- Homomallium incurvatum — Гомомаллиум загнутый (III)
- Haplocladium microphyllum — Гаплокладиум мелколистный (III)
- Campylophyllum halleri — Кампилофиллум Галлера (III)
- Palustriella commutata — Палюстриелла изменчивая (III)

- Lathagrium dichotomum — Латагриум дихотомический (I)
- Leptogium rivulare — Лептогиум речной (I)
- Leptogium burnetiae — Лептогиум Бурнета (III)
- Nephromopsis laureri — Нефромопсис Лаурера (III)
- Flavoparmelia caperata — Флавопармелия козлиная (III)
- Usnea longissima — Уснея длиннейшая (III)
- Lobaria pulmonaria — Лобария легочная (II)
- Ramalina obtusata — Рамалина притупленная (III)
- Ramalina thrausta — Рамалина волосовидная (III)
- Umbilicaria muehlenbergii — Умбиликария Мюленберга (III)

- Albatrellus ovinus — Альбатреллус овечий (IV)
- Boletopsis grisea — Болетопсис серый (III)
- Boletopsis leucomelaena — Болетопсис черно-белый (III)
- Hydnellum caeruleum — Гиднеллум голубой (III)
- Clavaria zollingeri — Клавария бледно-бурая (III)
- Ramariopsis pulchella — Рамариопсис красивый (III)
- Cortinarius violaceus — Паутинник фиолетовый (III)
- Entoloma coelestinum — Энтолома небесно-голубая (III)
- Entoloma lampropus — Энтолома блестященожковая (III)
- Auriporia aurulenta — Аурипория золотистая (III)
- Ischnoderma resinosum — Ишнодерма смолистая (III)
- Osteina obducta — Остеина прикрытая (III)
- Pycnoporellus alboluteus — Пикнопореллус бело-желтый (III)
- Gastrosporium simplex — Гастроспориум простой (II)
- Ganoderma lucidum — Трутовик лакированный (III)
- Geastrum fornicatum — Звездовик сводчатый (II)
- Clavariadelphus pistillaris — Булавница пестиковидная (III)
- Clavariadelphus truncatus — Клавариадельфус усеченный (III)
- Gomphus clavatus — Гомфус булавовидный (III)
- Ramaria rubella — Рамария красноватая (III)
- Hygrocybe punicea — Гигроцибе пунцовая (III)
- Onnia tomentosa — Онния войлочная (III)
- Rigidoporus crocatus — Ригидопорус шафранно-желтый (V)
- Xeromphalina picta — Ксеромфалина раскрашенная (III)
- Phallus impudicus — Фаллюс нескромный (II)
- Pluteus umbrosus — Плютей тенистый (III)
- Climacocystis borealis — Климакодон северный (III)
- Favolus pseudobetulinus — Фаволус ложно-березовый (III)
- Erastia salmonicolor — Эрастия лососевая (III)
- Haploporus odorus — Гаплопорус пахучий (II)
- Polyporus umbellatus — Полипорус зонтичный (III)
- Lactarius lignyotus — Млечник закопченный (III)
- Lactarius volemus — Подмолочник (III)
- Russula aurea — Сыроежка золотистая (III)
- Sarcosoma globosum — Саркосома шаровидная (IV)
- Sparassis crispa — Спарассис курчавый (II)
- Leucocortinarius bulbiger — Белопаутинник клубненосный (III)